# .mobi
.mobi – domena najwyższego poziomu przyjęta przez Internet Corporation for Assigned Names and Numbers (ICANN) w lipcu 2005 r., przeznaczona dla witryn internetowych zaprojektowanych specjalnie dla telefonów komórkowych i urządzeń przenośnych, a więc dostosowanych do małych wyświetlaczy i niskich przepustowości łącza.
Nazwa została wprowadzona z inicjatywy grupy największych operatorów sieci telefonii komórkowych i producentów telefonów (m.in. Hutchison 3, Ericsson, Nokia, Samsung, Microsoft Corporation).

## Krytyka
Zarówno Konsorcjum WWW, jak i wielu bloggerów zajmujących się tematyką standardów sieciowych krytykują domenę jako niepotrzebną, sprzeczną z opracowanymi technologiami niezależności stron od urządzenia i wprowadzającą podział w Internecie. Tim Berners-Lee (przewodniczący W3C) opublikował nawet własną opinię na ten temat.
Jako „kompletną stratę czasu” określił domenę.mobi Jon S. von Tetzchner, CEO firmy Opera Software, producenta przeglądarek Opera, Opera Mini i Opera Mobile, które przystosowane są do wyświetlania zwykłych stron na urządzeniach przenośnych.